# Zebra kwagga
Zebra kwagga, dawniej także: kwagga (Equus quagga quagga) – wymarły podgatunek zebry stepowej, żyjący w Afryce Południowej do XIX wieku. Przez długi czas uznawano ją za osobny gatunek, dopiero badania genetyczne wykazały, że stanowi najdalej wysunięty na południe podgatunek zebry stepowej. Szczególnie blisko spokrewniona była z zebrą damarską (Equus quagga burchellii). Jej nazwa pochodzi od wydawanego odgłosu, zapisywanego po angielsku jako kwa-ha-ha.
Kwagga mierzyła do 257 cm długości i 135 cm wysokości w kłębie. Od innych zebr odróżniała się ograniczeniem wzoru brązowych i białych pasów głównie do przedniej części ciała. Tylna była brązowa, niepokryta pasami, bardziej przypominająca końską. Rozmieszczenie pasów w znacznym stopniu różniło poszczególne osobniki. Mało wiadomo o zachowaniu zebry kwaggi. Zwierzęta te mogły gromadzić się w stada liczące od 30 do 50 sztuk. Kwaggi określano jako dzikie i żywiołowe, jednak bardziej uległe od zebr damarskich. Niegdyś ich wielkie liczby zamieszkiwały Karru w Prowincji Przylądkowej oraz południową część Oranii w dzisiejszej RPA.
Po rozpoczęciu się osadnictwa holenderskiego w dzisiejszej Południowej Afryce zebra kwagga stała się obiektem polowań na dużą skalę, gdyż konkurowała o pożywienie z trzodą gospodarską. Dodatkowo, z jej skóry wykonywano powszechnie worki do przechowywania pszenicy. Nielicze osobniki trafiły do ogrodów zoologicznych w Europie, jednak programy rozrodcze nie przyniosły sukcesów. Ostatnia dzika populacja żyła w Wolnym Państwie Oranii. Na wolności zebra kwagga wyginęła w 1878. Ostatni osobnik żyjący w niewoli padł w Amsterdamie 12 sierpnia 1883. Tylko jeden osobnik został sfotografowany za życia. Do dziś zachowały się 23 skóry. W 1984 zebra kwagga została pierwszym wymarłym zwierzęciem, którego DNA poddano analizie. Quagga Project stara się odtworzyć fenotyp wzoru owłosienia i związanych cech poprzez dobór hodowlany zebry damarskiej.

## Systematyka

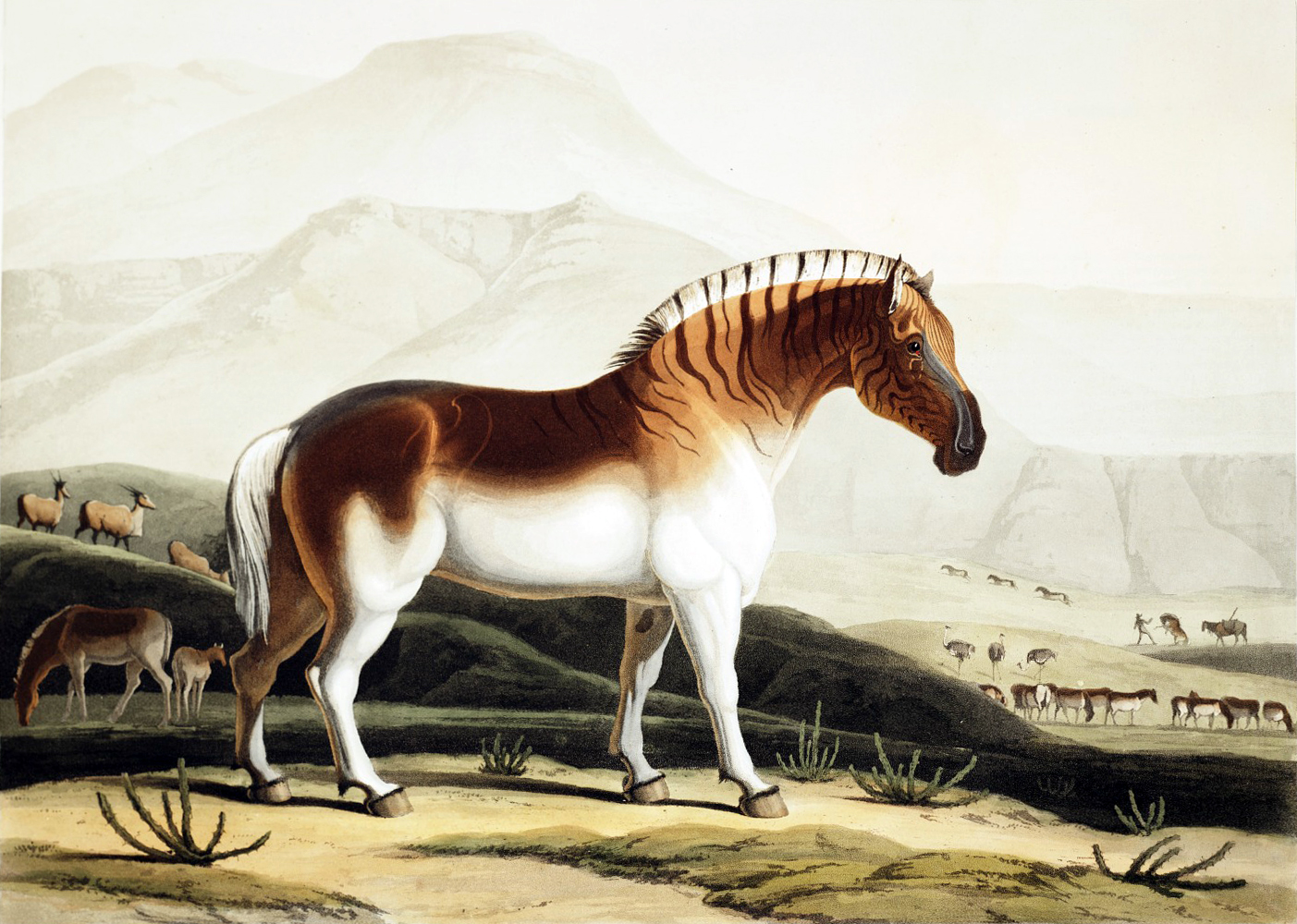
Ilustracja z 1804 autorstwa Daniella, podstawa wyróżnienia podgatunku E. q. danielli

Nazwa kwagga pochodzi z języka khoikhoi, w którym oznacza zebrę. Jest to onomatopeja naśladująca odgłosy kwaggi, zapisywane po angielsku jako kwa-ha-ha, kwahaah lub oug-ga. Po angielsku potocznie określa się tak jeszcze zebrę stepową. Zebrę kwaggę pierwotnie uznawano za osobny gatunek o nazwie Equus quagga, tak sklasyfikował ją w 1778 holenderski przyrodnik Pieter Boddaert. Tradycyjnie kwagga oraz inne zebry stepowe i górskie umieszczano w rodzaju Hippotigris.
Relacja pomiędzy zebrą kwaggą i zebrą stepową stała się przedmiotem rozległej debaty. W zapisie kopalnym reprezentowana jest słabo, a identyfikacja jej szczątków jest niepewna, jako że zbierano je w czasach, gdy nazwę quagga stosowano do zebr w ogóle. Skamieniałe czaszki Equus mauritanicus z Algierii wykazują podobieństwa do kwaggi i zebry stepowej, jednak mogą okazać się zbyt uszkodzone, by wysuwać na ich podstawie definitywne wnioski. Zebry kwaggi identyfikowano także w sztuce jaskiniowej przypisywanej Buszmenom. Reginald Innes Pocock był prawdopodobnie pierwszym, który zasugerował uznanie zebry kwaggi za podgatunek zebry stepowej, a było to w 1902. Jako że zebra kwagga została opisana naukowo i nazwana wcześniej od zebry stepowej, nazwa naukowa kwaggi to E. quagga quagga, co więcej, inne podgatunki zebry stepowej również należą do gatunku E. quagga.
Historycznie taksonomia kwaggi uległa dalszym komplikacjom poprzez fakt, że wymarła najbardziej południowa z populacji zebry damarskiej (Equus quagga burchellii, dawniej Equus burchellii burchellii) uznawana była za osobny podgatunek (a niekiedy i osobny gatunek E. burchellii). Przetrwała populacja północna została później nazwana Equus quagga antiquorum, wobec czego dzisiaj figuruje jako E. q. burchellii, odkąd zorientowano się, że chodzi o ten sam takson. Wymarła populacja była długo uznawana za bardzo bliską zebrze kwagdze, jako że również wykazywała ograniczony wzór pasów w tylnej części ciała. Na przykład Shortridge umieścił obie w obecnie dyskusyjnym podrodzaju Quagga w 1934. Obecnie większość ekspertów sugeruje, że obydwa gatunki reprezentują 2 końce ekokliny.
Inne podgatunki zebry stepowej wcześni badacze zaliczali do Equus quagga, jednak pewność gatunku budziła zastrzeżenia. Podgatunki kwaggi opisane zostały na podstawie różnic we wzorze pasów, jednak odmienności te przypisano zmienności osobniczej w obrębie tej samej populacji. Niektóre podgatunki, a nawet gatunki, jak E. q. danielli czy Hippotigris isabellinus, bazowały jedynie na ilustracjach (ikonotypy) odmiennych okazów kwaggi. Niektórzy autorzy opisywali zebrę kwaggę jako raczej takson tarpana dzikiego niż zebry, a analiza kraniometryczna z 1980 zdawała się potwierdzać jej przynależność do konia domowego (Equus caballus). Zauważono, że wczesne badania morfologiczne były jednak nieprawidłowe. Używanie szkieletów wypchanych osobników może być problematyczne, jako że dawni taksydermiści czasami umieszczali czaszki osłów bądź koni w swych pracach, kiedy oryginalne kości były niedostępne.

### Ewolucja

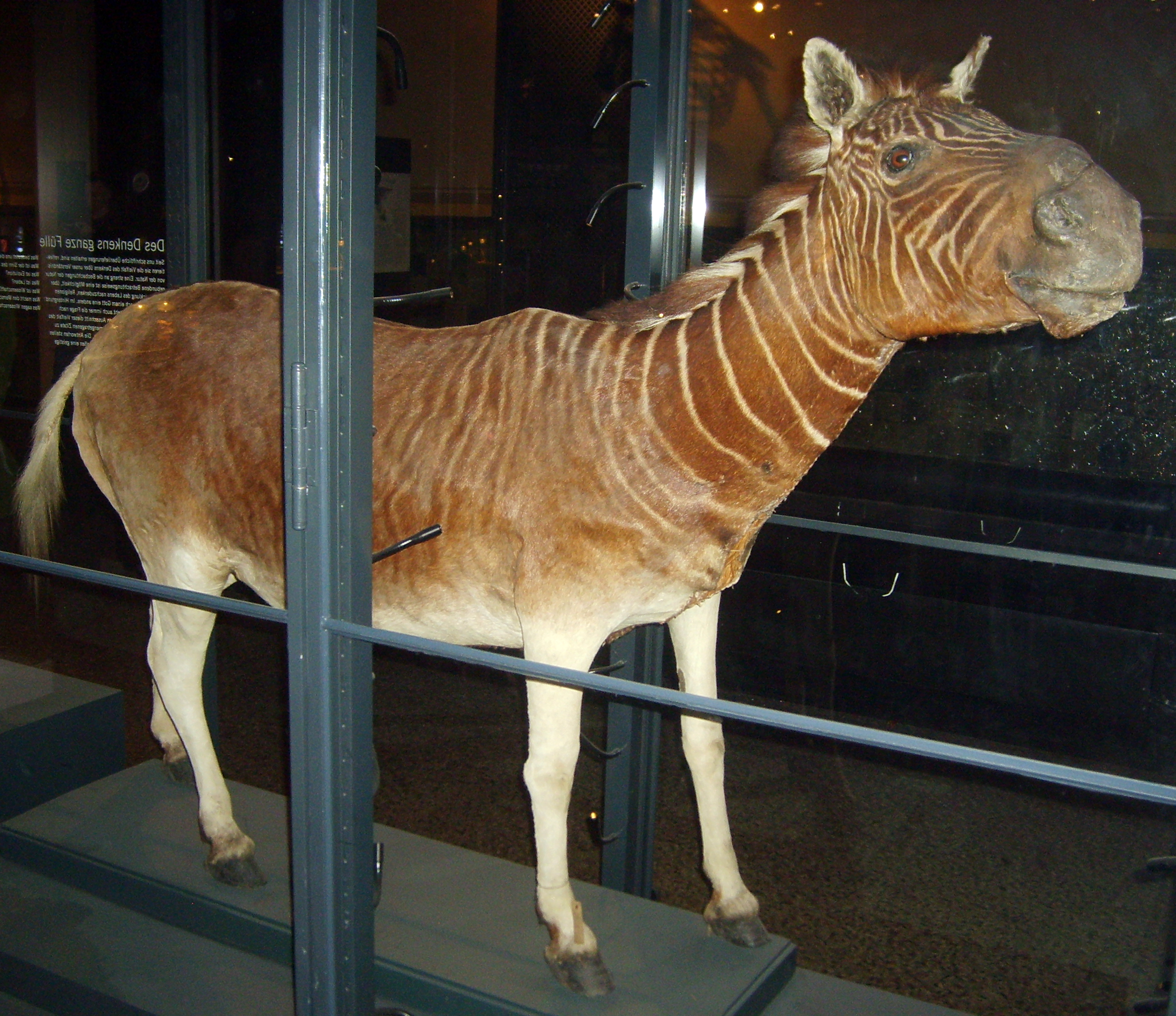
Okaz w berlińskim Museum für Naturkunde, z którego pobrano próbki DNA

Zebra kwagga została pierwszym wymarłym zwierzęciem, którego DNA poddano badaniom, przy czym prace te z 1984 roku były pionierskimi badaniami antycznego DNA. Badania te potwierdziły bliższe pokrewieństwo zebr kwaggi z zebrami niż z końmi zwyczajnymi. Zebra kwagga i zebra górska miały wspólnego przodka żyjącego 3–4 miliony lat temu. Badanie immunologiczne opublikowane rok później określiło najbliższą krewną kwaggi jako zebrę stepową. Publikacja z 1987 zasugerowała, że DNA mitochondrialny zebry kwaggi zmieniał się o około 2% na milion lat, podobnie jak u innych gatunków ssaków, co ponownie potwierdziło bliską relację kwaggi i zebry stepowej.
Późniejsze badania morfologiczne przyniosły niezgodne konkluzje. Pomiary czaszkowe z 1999 pokazały, że kwagga tak różniła się od zebry stepowej, jak ta ostatnia od zebry górskiej. Badanie skóry i czaszek z 2004 zasugerowało natomiast, że kwagga nie była odrębnym gatunkiem, ale podgatunkiem zebry stepowej. W świetle tych odkryć wielu autorów uznaje zebrę kwaggę i zebrę stepową za oddzielne gatunki.

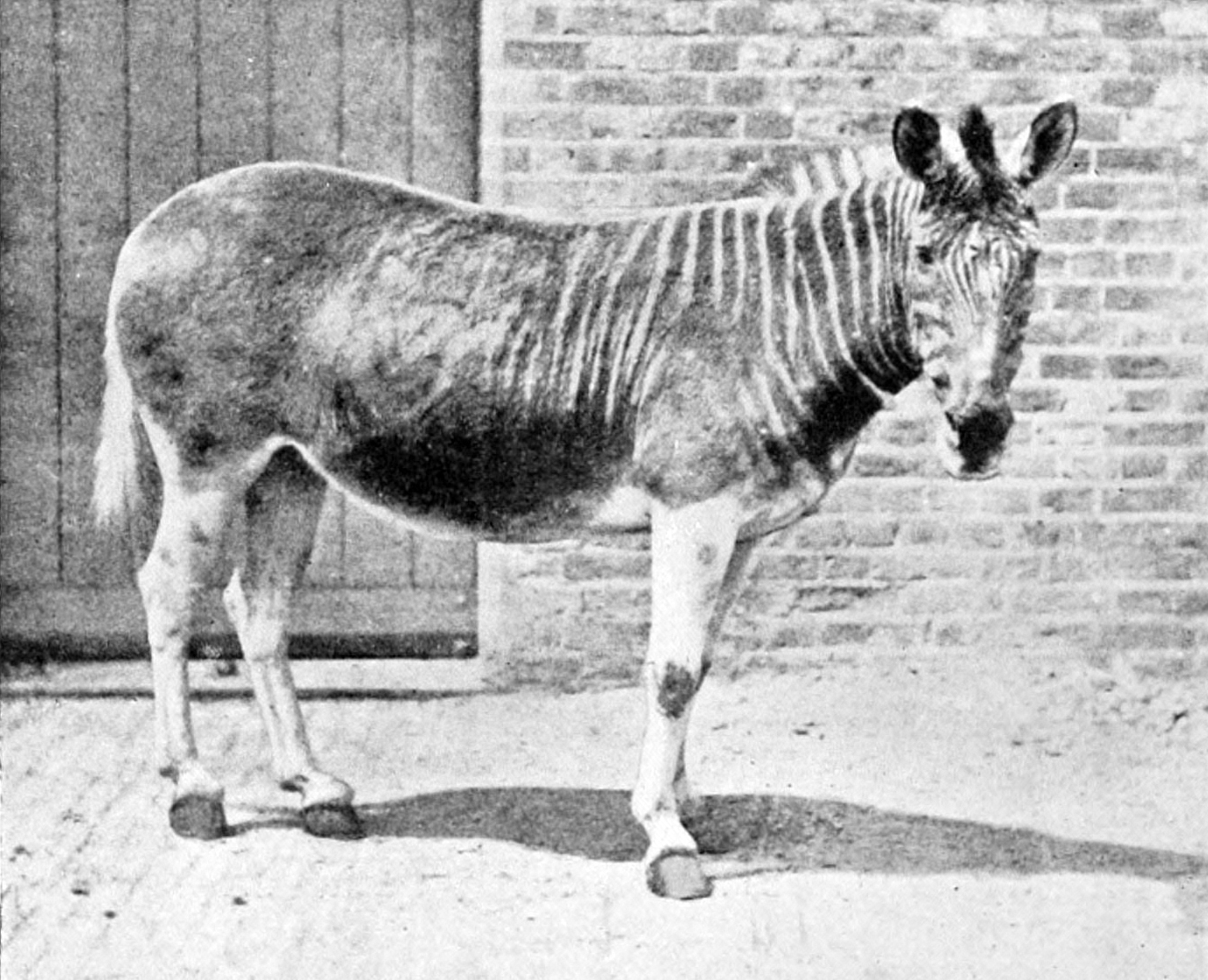
Klacz w London Zoo, 1870

Badanie genetyczne opublikowane w 2005 potwierdziło status zebry kwaggi jako podgatunku. Wykazało niewielką różnorodność genetyczną kwaggi, która oddzieliła się od innych podgatunków zebry stepowej pomiędzy 120 000 a 290 000 lat temu, w plejstocenie, prawdopodobnie w czasie przedostatniego maksimum glacjalnego. Jej odrębny wzór umaszczenia prawdopodobnie wyewoluował szybko z powodu izolacji geograficznej bądź adaptacji do bardziej suchego środowiska. Dodatkowo podgatunki zebry stepowej wykazują tendencję do ubożenia paskowania w kierunku południowym, a kwagga była z nich wszystkich wysunięta najdalej na południe. Inne afrykańskie kopytne zróżnicowały się na odrębne gatunki i podgatunki w tym samym czasie, prawdopodobnie z powodu zmiany klimatycznej. Uproszczony kladogram poniżej bazuje na analizie 2005 (część taksonów dzieli wspólne haplotypy i mogła nie zostać rozróżniona):
|  | \| \| E. q. quagga \| \| \| \| \| \| E. q. antiquorum-E. q. chapmani \| \| \| \| |
|  |                                                                                  |
|  | E. q. boehmi                                                                     |
|  |                                                                                  |
|  | E. q. quagga                                                                     |
|  |                                                                                  |
|  | E. q. antiquorum-E. q. chapmani                                                  |
|  |                                                                                  |

|  | E. q. quagga                    |
|  |                                 |
|  | E. q. antiquorum-E. q. chapmani |
|  |                                 |

|  | \| \| E. q. quagga \| \| \| \| \| \| E. q. antiquorum-E. q. chapmani \| \| \| \| |
|  |                                                                                  |
|  | E. q. boehmi                                                                     |
|  |                                                                                  |
|  | E. q. quagga                                                                     |
|  |                                                                                  |
|  | E. q. antiquorum-E. q. chapmani                                                  |
|  |                                                                                  |

|  | E. q. quagga                    |
|  |                                 |
|  | E. q. antiquorum-E. q. chapmani |
|  |                                 |

|  | \| \| E. q. quagga \| \| \| \| \| \| E. q. antiquorum-E. q. chapmani \| \| \| \| |
|  |                                                                                  |
|  | E. q. boehmi                                                                     |
|  |                                                                                  |
|  | E. q. quagga                                                                     |
|  |                                                                                  |
|  | E. q. antiquorum-E. q. chapmani                                                  |
|  |                                                                                  |

|  | E. q. quagga                    |
|  |                                 |
|  | E. q. antiquorum-E. q. chapmani |
|  |                                 |

|  | \| \| E. q. quagga \| \| \| \| \| \| E. q. antiquorum-E. q. chapmani \| \| \| \| |
|  |                                                                                  |
|  | E. q. boehmi                                                                     |
|  |                                                                                  |
|  | E. q. quagga                                                                     |
|  |                                                                                  |
|  | E. q. antiquorum-E. q. chapmani                                                  |
|  |                                                                                  |

|  | E. q. quagga                    |
|  |                                 |
|  | E. q. antiquorum-E. q. chapmani |
|  |                                 |

## Budowa

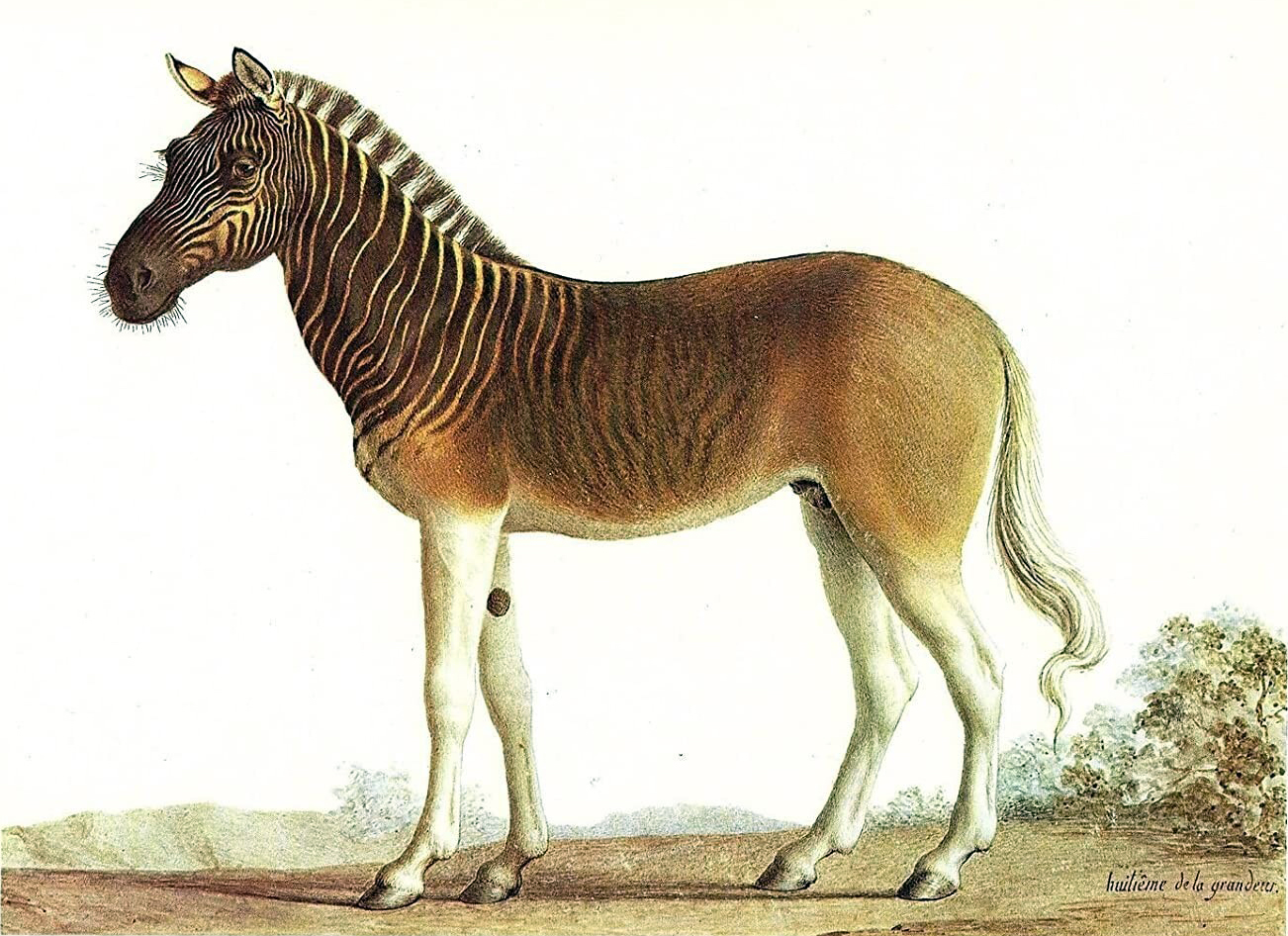
Obraz przedstawiający ogiera w menażerii Ludwika XVI w Wersalu pędzla Maréchala z 1793

Uważa się, że zebra kwagga mierzyła 257 cm długości i 125–135 cm wysokości w kłębie. Cechowała się unikalnym wśród koniowatych wzorem umaszczenia. Przednia część ciała nawiązywała do zebry, tylna natomiast do konia. Brązowe i białe pasy rozciągały się na głowie i szyi, grzbiet był brązowy, a brzuch białawy, tak samo kończyny i ogon. Pasy najgrubsze były na głowie i szyi, cieniejąc stopniowo wzdłuż ciała, przechodząc w czerwony brąz na grzbiecie i bokach, zanim zanikały zupełnie wzdłuż grzbietu. Wydaje się, że występował znaczny stopień polimorfizmu. Niektóre osobniki w ogóle nie miały pasów, inne zaś ubarwione były podobnie do wymarłej południowej populacji zebry damarskiej, w przypadku której pasy pokrywały prawie całe ciało, pozostawiając jedynie tylną jego część, kończyny i brzuch. Również posiadała szeroką ciemną pręgę na grzbiecie. Grzywa również miała brązowe i białe pasy.

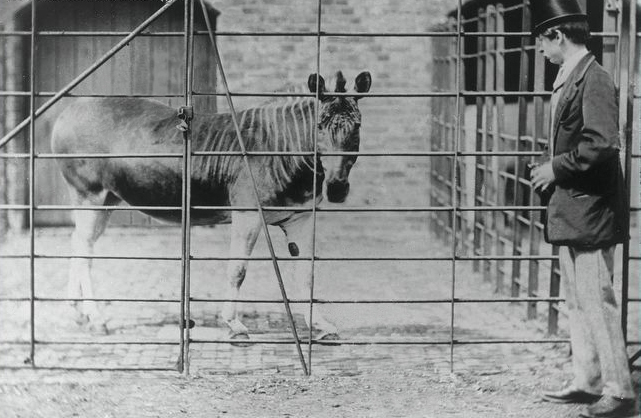
Londyńska klacz, 1864

Jedyny sfotografowany kiedykolwiek za życia osobnik to klacz należąca do ogrodu zoologicznego Zoological Society of London. Znanych jest 5 jej zdjęć, zrobionych pomiędzy 1863 a 1870. Na podstawie fotografii i opisów wielokrotnie sugerowano, że paski zebry kwaggi były jasne na ciemnym tle, inaczej niż u innych zebr. Reinhold Rau, pionier Quagga Project, stwierdził, że jest to złudzenie optyczne: podstawowym kolorem była kremowa biel, a na niej były grube czarne pasy. Embriologia wspiera pogląd o ubarwieniu ciemnym w białe znaczenia.
Żyjąc na południowym skraju zasięgu występowania zebry stepowej, kwagga cechowała się grubym futrem zimowym, zrzucanym każdego roku. W jej czaszce opisywano prosty profil i wklęsłą diastemę, czaszka była względnie szeroka z wąską potylicą. Jak inne zebry stepowe, kwagga nie miała podgardla obserwowanego na szyi zebry górskiej. Badanie morfologii z 2004 pokazało, że cechy kośćca południowej populacji zebry damarskiej i kwaggi zachodziły na siebie, uniemożliwiając ich odróżnienie. Niektóre osobniki zdawały się mieć cechy pasów pośrednie pomiędzy tymi dwoma podgatunkami, pod względem morfologii przechodzącymi jeden w drugi. Przetrwała populacja zebry damarskiej wykazuje ograniczone pasy. Obecnie pewne wypchane okazy kwaggi i południowej populacji zebry damarskiej są tak podobne, że nie można definitywnie rozstrzygnąć ich przynależności, jako że nie wiadomo, skąd pochodzą. Samice wykorzystane w badaniu były średnio większe od samców.

## Zachowanie i ekologia

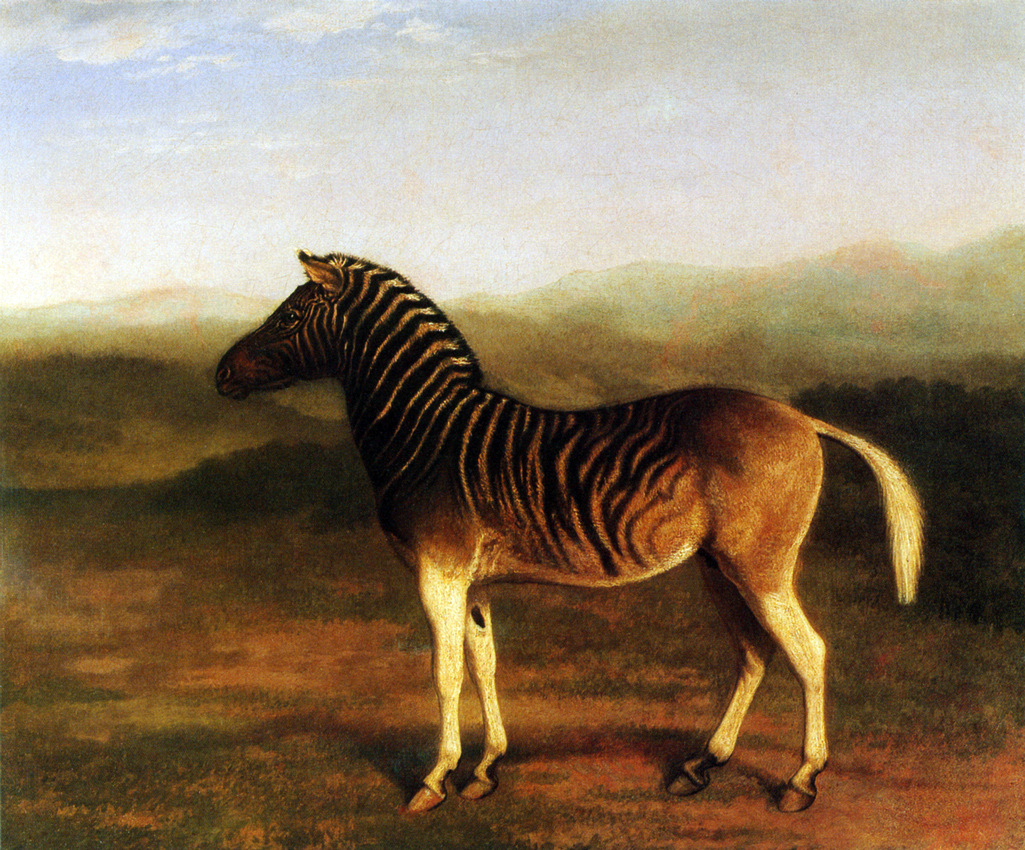
Żywy ogier w Royal College of Surgeons, namalowany przez Agasse’a na początku XIX wieku

Zebra kwagga była najbardziej wysuniętą na południe zebrą stepową. Żyła w większości na południe od rzeki Oranje. Żywiła się niską roślinnością. Jej zasięg występowania ograniczał się do terenów trawiastych i suchych zarośli regionu Karru w Południowej Afryce, obecnie na terenie Prowincji Przylądkowej Północnej, Prowincji Przylądkowej Zachodniej, Prowincji Przylądkowej Wschodniej i Wolnego Państwa. Obszary te znane były z wyróżniającej się flory i znacznego endemizmu.
O zachowaniu kwaggi na wolności wiadomo niewiele. Czasami nie jest w ogóle jasne, o jakim właściwie gatunku zebry mówią dawne doniesienia. Jedyne źródło jednoznacznie opisujące zebrę kwaggę w Wolnym Państwie pochodzi od angielskiego inżyniera wojskowego i myśliwego majora Williama Cornwallisa Harrisa. W 1840 pisze on, że zasięg geograficzny kwaggi nie wydaje się rozciągać na północ od rzeki Vaal. Zwierzę określa jako w przeszłości bardzo pospolite na obszarze kolonii, ale zanikłe przed nadejściem cywilizacji. W czasie pisania tego tekstu występowało już w bardzo ograniczonej liczbie i jedynie na obrzeżach. Zauważa, że jednak na „dusznych równinach rządzonych przez dzikie bestie”, jak to określa, występuje w niekończących się stadach i choć nie miesza się nigdy z jej elegantszymi pobratymcami, niezmiennie spotyka się ją z gnu i strusiem, do którego to ptaka ujawnia największą predylekcję. Harris pisze dalej, jak kwagga powoli przemieszcza się na horyzoncie, wydając z siebie przenikliwe, szczekliwe rżenie, od którego wzięła swój początek jej nazwa. Długie sznury kwagg przypominały mu wczesnych podróżników z rywalizujących ze sobą karawan. Opisuje szeregi liczące wiele setek osobników, regularnie widywane podczas swych migracji z bardziej suchych i opuszczonych równin, ich osamotnionej siedziby, w poszukiwaniu bardziej bujnych pastwisk podczas miesięcy letnich, różnych roślin zielnych tworzących zielony dywan swymi liśćmi kwieciem

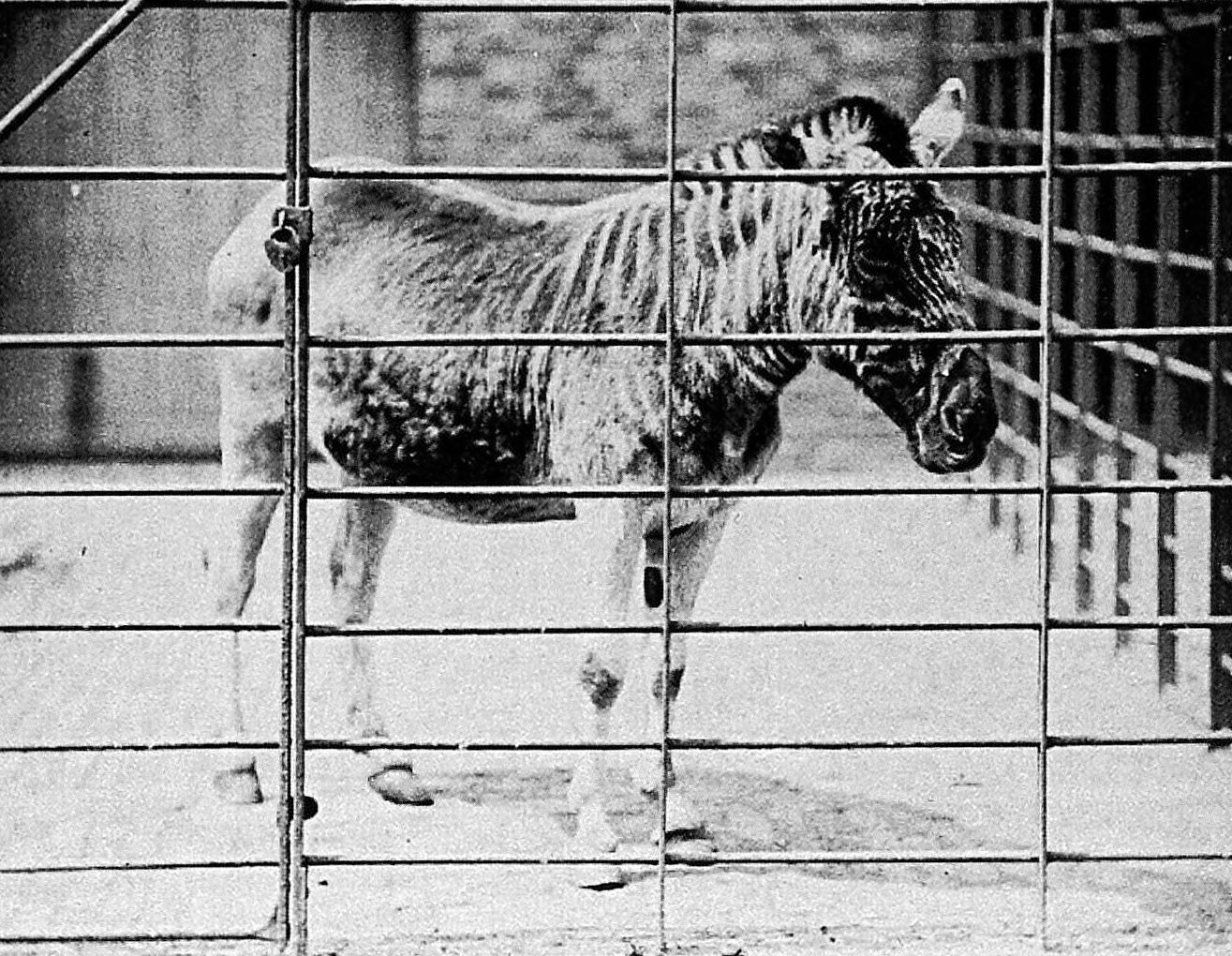
Piąte znane zdjęcie klaczy z londyńskiego zoo, pochodzące z 1863, odkryte ponownie w 1991

Odnotowywano zebry kwaggi gromadzące się w stada liczące od 30 do 50 osobników i czasami podróżujące razem gęsiego. Mogły występować sympatrycznie z zebrą damarską pomiędzy rzekami Vaal i Oranje. Pogląd ten podlega dyspucie, nie ma dowodów na krzyżowanie się. Niewielką część swego zasięgu występowania zebra kwagga mogła również dzielić z zebrą namibską.
Kwaggi określano jako żywotne i wysoce nerwowe, zwłaszcza ogiery. W latach 1830 wykorzystywano je jako zwierzęta pociągowe w Londynie. Samce prawdopodobnie kastrowano, by złagodzić ich swawolną naturę. Lokalni farmerzy wykorzystywali zebry kwaggi do ochrony ich trzody, jako że skłonne były do atakowania intruzów. Z drugiej strony kwaggi trzymane w europejskich ogrodach zoologicznych uznawano za bardziej potulne i posłuszne od zebry damarskiej. Jeden z osobników żył w niewoli 21 lat i 4 miesiące, padł w 1872.

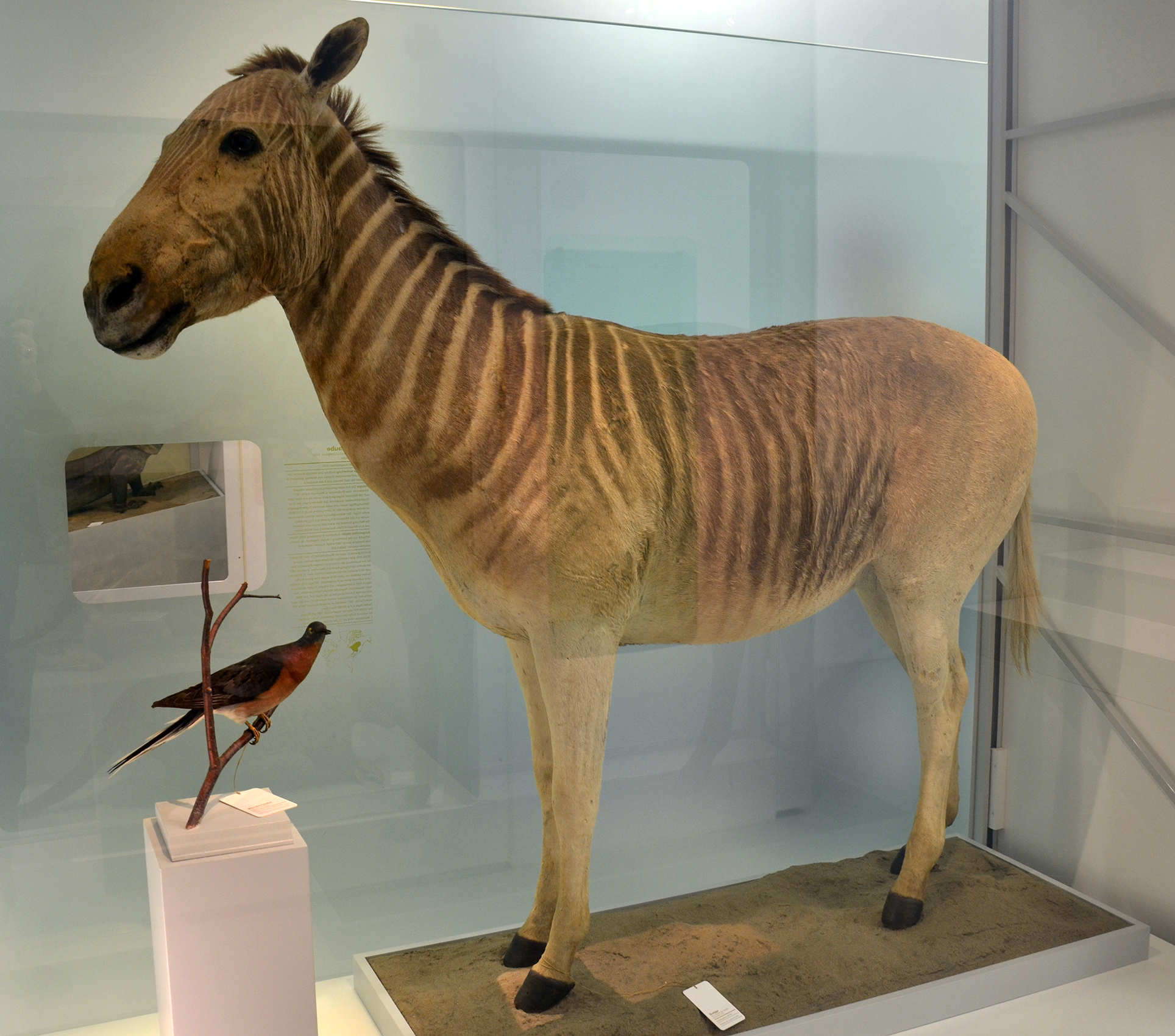
Okaz w Naturhistorisches Museum w Bazylei

Ponieważ praktyczna funkcja pasów zebr nie została ustalona, brak ich na tylnej części ciała kwaggi pozostaje niejasny. Ogólnie proponowano takie funkcje pasów zebr, jak zmylenie drapieżników (pasy ukrywające poszczególne osobniki w stadzie) i muchówek (mniej przyciąganych przez pasiaste obiekty), jak też różne funkcje społeczne. Odmienności w pasach tylnej części ciała mogły wspomagać rozpoznawanie się osobników danego gatunku podczas ucieczki wielogatunkowego stada – osobniki jednego podgatunku trzymałyby się razem. Wskazywano też, że zebry rozwinęły pasy dla termoregulacji, by się schłodzić. Kwagga straciłaby je więc dlatego, że żyła w chłodniejszym klimacie. Problem z takim wyjaśnieniem polega jednak na tym, że zebra górska żyje w podobnym środowisku i pokrywają ją grube pasy. Badanie z 2014 silnie wsparło hipotezę muchówek, a kwagga wydawała się zamieszkiwać tereny o mniejszej ich aktywności niż inne zebry.

## Spadek liczebności i wyginięcie

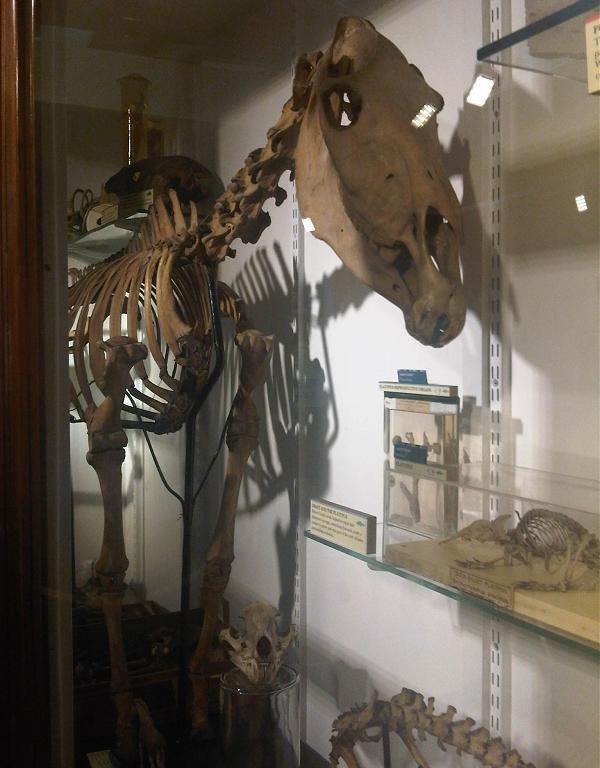
Szkielet w Grant Museum, jeden z siedmiu znanych

Łatwa do znalezienia i zabicia, zebra kwagga stanowiła zdobycz holenderskich osadników i później Afrykanerów, dostarczając im mięsa i skór. Te ostatnie sprzedawano bądź wykorzystywano lokalnie. Kwagga była prawdopodobnie wrażliwa z powodu jej ograniczonego zasięgu występowania, mogła też konkurować o pokarm ze zwierzętami hodowlanymi. Na większości swego zasięgu występowania kwagga zniknęła do lat pięćdziesiątych XIX wieku. Ostatnia populacja żyjąca na wolności w Wolnym Państwie Oranii została zniszczona w późnych latach siedemdziesiątych XIX wieku. Ostatni znany osobnik żyjący na wolności padł w 1878.
Pojedyncze osobniki odławiano i transportowano statkami do Europy, gdzie wystawiano je w ogrodach zoologicznych. George Douglas, Lord Morton starał się ocalić to zwierzę przed zagładą, rozpoczynając program rozrodczy w niewoli. Udało mu się uzyskać jedynie jednego samca, którego w desperacji rozmnożył z klaczą konia. Otrzymał w ten sposób krzyżówkę płci żeńskiej o pasach zebry na plecach i kończynach. Jego klacz została sprzedana i następnie dopuszczona do rozrodu z czarnym ogierem. W rezultacie urodziła potomstwo posiadające znów zebrze pasy. Zostało to opisane w 1820 przez Royal Society. Doprowadziło to nowego pomysłu telegonii, którą Charles Darwin określił mianem pangenezy.

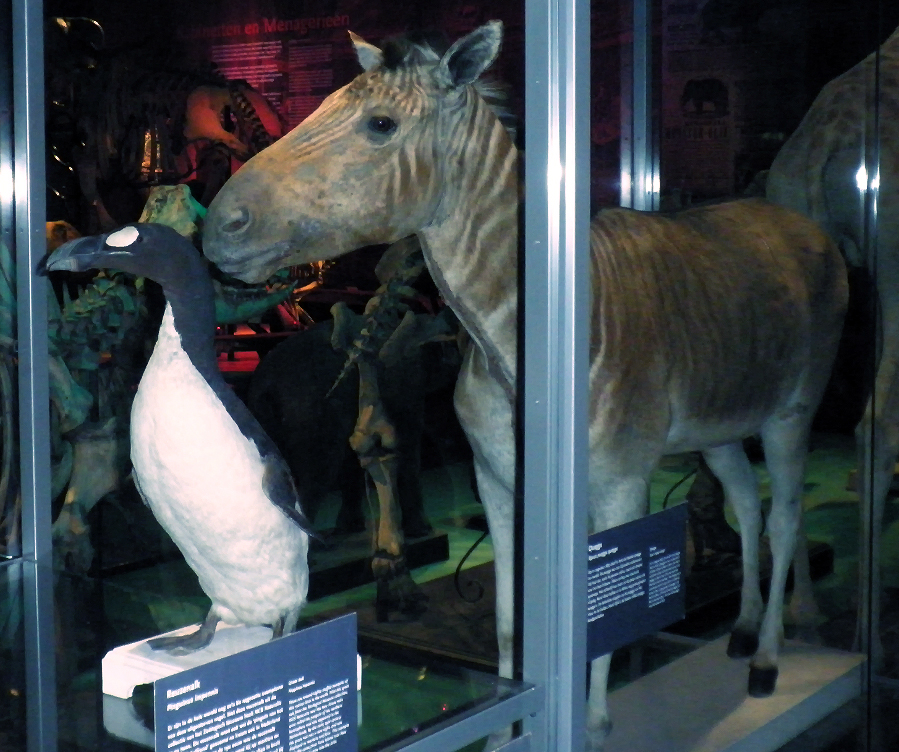
Ostatnia znana zebra kwagga obok alki olbrzymiej, Muzeum Historii Naturalnej w Lejdzie

Ostatni osobnik żyjący w niewoli, samica zamieszkująca amsterdamskie zoo Natura Artis Magistra, żyła w nim od 9 maja 1867 aż do swej śmierci 12 sierpnia 1883. Nie zachowały się informacje, skąd pochodziła ani na co zmarła. Okaz z Londynu padł w 1872, a zwierzę z Berlina – w 1875. Istnieją 23 wypchane okazy zebry kwaggi. Dodatkowo zachowały się głowa z szyją, stopa, 7 kompletnych szkieletów i próbki różnych tkanek. Podczas II wojny światowej w Królewcu zniszczeniu uległy 24 okazy.

### Projekt odtworzenia

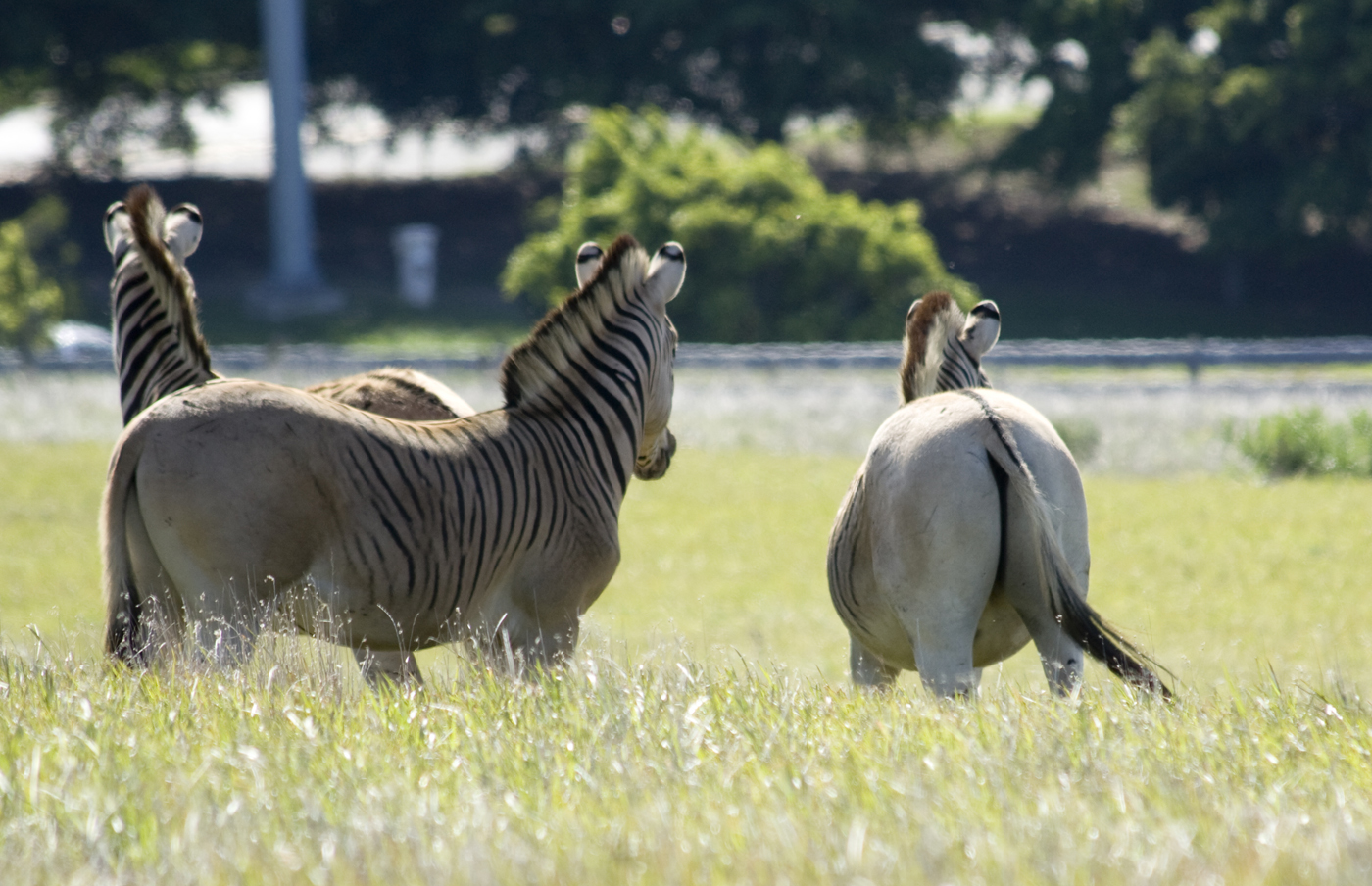
Zebry z Quagga Project w okolicy Devil’s Peak, w Kapsztadzie

Po odkryciu bardzo bliskiego pokrewieństwa pomiędzy kwaggą a przetrwałymi zebrami Reinhold Rau rozpoczął w 1987 w RPA Quagga Project, by odtworzyć populację zebr przypominających kwaggi poprzez dobór hodowlany, by pozbawić zebrę stepową pasów, a ewentualnie introdukować tak otrzymane zwierzęta w dawnym zasięgu występowania zebry kwaggi. W celu odróżnienia zebr biorących udział w projekcie od prawdziwych kwagg określa się je po angielsku Rau quaggas. Populacja założycielska składała się z 19 osobników z Namibii i RPA, wybranych z powodu ich zredukowanych pasów w tylnej części ciała i na nogach. Pierwsze źrebię z projektu narodziło się w 1988. Po stworzeniu wystarczającej populacji zwierząt przypominających zebry kwaggi zostaną one wypuszczone w Zachodniej Prowincji Przylądkowej.
Introdukcja tych przypominających kwaggi zebr może stać się częścią szerokiego programu przywracania, obejmującego również działania takie jak usunięcie nierodzimych drzew. Zebry kwaggi, gnu i strusie, które występowały razem w czasach historycznych w symbiotycznym związku, mogą być trzymane razem na terenach, gdzie rodzima roślinność wymaga żerowania roślinożerców. Na początku 2006 trzecie i czwarte pokolenie zwierząt z projektu uznano za wyglądające w dużym stopniu jak reprodukcje i zachowane okazy kwaggi. Ten typ rozrodu hodowlanego nosi miano breeding back. Jest to praktyka kontrowersyjna, jako że powstałe w ten sposób zebry przypominają kwaggi wyglądem zewnętrznym, ale genetycznie są od nich różne. Technologia wykorzystująca zachowane DNA do klonowania jeszcze nie istnieje.